# Пјано Чекино (Терамо)
Пјано Чекино (итал. Piano Cecchino) је насеље у Италији у округу Терамо, региону Абруцо.
Према процени из 2011. у насељу је живело 22 становника. Насеље се налази на надморској висини од 250 м.